# Pyrota decorata
Pyrota decorata es una especie de coleóptero de la familia Meloidae.

## Distribución geográfica
Habita en América Central.